# Alinobia
Alinobia là một chi bướm đêm thuộc họ Noctuidae.